# Goldthwaite
Goldthwaite – miasto w Stanach Zjednoczonych, w stanie Teksas, w hrabstwie Mills. W 2000 roku liczyło 1 802 mieszkańców.